# Bantia pygmaea
Bantia pygmaea är en bönsyrseart som beskrevs av Henri Saussure 1872. Bantia pygmaea ingår i släktet Bantia och familjen Thespidae. Inga underarter finns listade i Catalogue of Life.